# Aztekisk mat

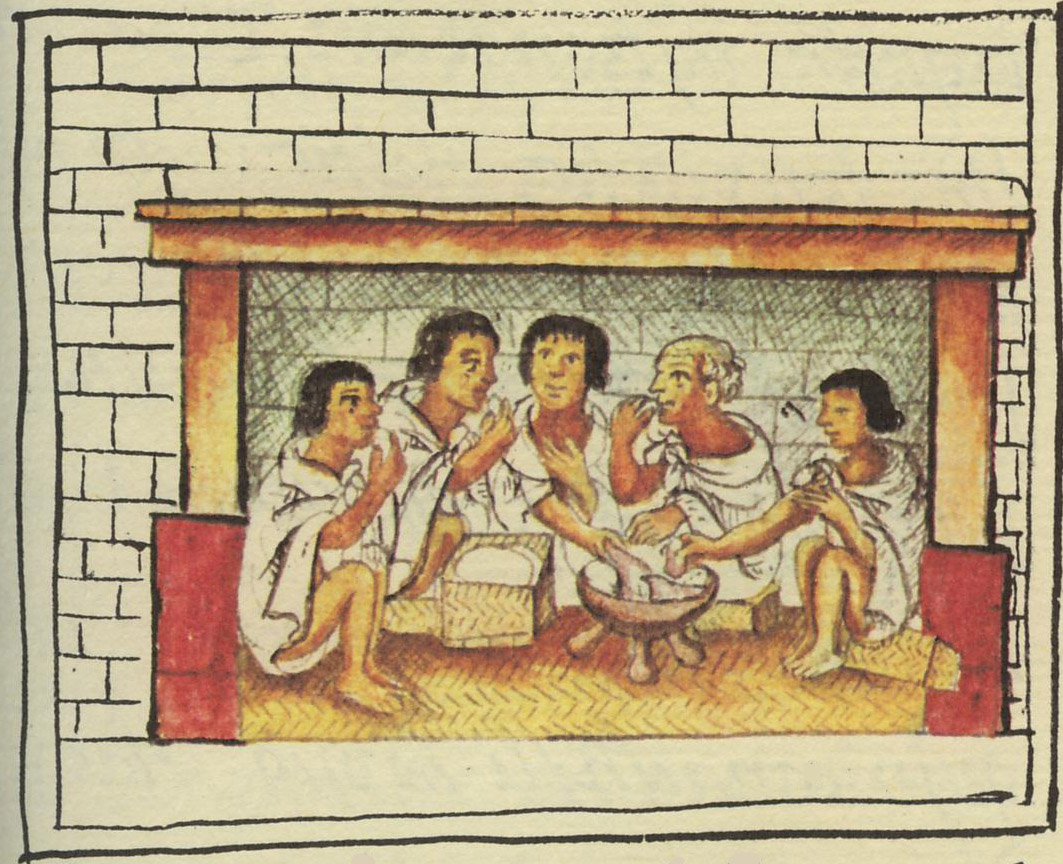
Aztekiska män äter en gemensam måltid; den florentinska kodexen, sent 1500-tal.

Grunden för aztekisk mat var majs, en gröda som var så viktig i det aztekiska samhället att den spelade en central roll inom mytologin. Precis som med vete i Europa eller ris i Östasien ansågs ingen måltid vara komplett utan majs. Den förekom i oräkneliga varianter som varierade i färg, konsistens, storlek och status och åts i form av tortillas, tamales eller atole, majsvälling. De två oumbärliga ingredienserna i det aztekiska köket var salt och chilipeppar och den vanligaste definitionen av en aztekisk fasta var att avstå från dessa två smakförstärkare. Andra viktiga livsmedel var bönor och amerikanska varianter av spannmål, som amaranter och Salvia hispanica (chia). Kombinationen av majs och dessa basfödor försåg aztekerna med en balanserad kost utan större brister i vitaminer och mineraler. En process som kallas nixtamalisering (förvällning av majs i kalkhaltigt vatten) bidrog också till att drastiskt öka näringsvärdet i den huvudsakliga basfödan.
Vatten, majsvälling och pulque, den fermenterade saften av agave, var de vanligaste dryckerna och det fanns även många olika alkoholhaltiga drycker gjorda på honung, kaktus och olika frukter. Eliten avstod dock från att dricka pulque, en dryck för den främst jordbrukande allmogen, och föredrog drycker som innehöll kakao, en av de mest prestigefyllda lyxvaror som fanns. Det var en dryck för furstar, krigare och adelsmän och smaksattes med chili, honung och en lång lista av olika kryddor och örter.
I den aztekiska kosthållningen ingick en stor variation av animalier: kalkoner och diverse fåglar, kindpåsråttor, leguaner, axolotlar (Ambystoma mexicanum, en art av vattensalamander), räkor, fiskar och en rad olika insekter, larver och insektsägg. Man åt även många olika svampar, som den parasitiska huitlacochen som växer på majskolvar. Squash var mycket populärt och fanns i många varianter. Tomater blandades ofta med chili i såser eller användes som fyllning till tamales, men sorterna var mycket olika de som är populära runt om i världen idag.

## Måltider
De flesta källor beskriver två måltider per dag, men det finns vittnesmål om att arbetare åt tre måltider: en vid gryningen, en runt klockan nio på morgonen och en tre på eftermiddagen. Det här är mycket likt mönstret i samtida Europa, men det är oklart om intag av atolli, majsvälling, betraktades som en måltid. En portion av de tjockare varianterna av atolli kunde lätt motsvara kaloriintaget i flera tortillas och man vet att atolli dracks dagligen av de flesta azteker.

### Banketter

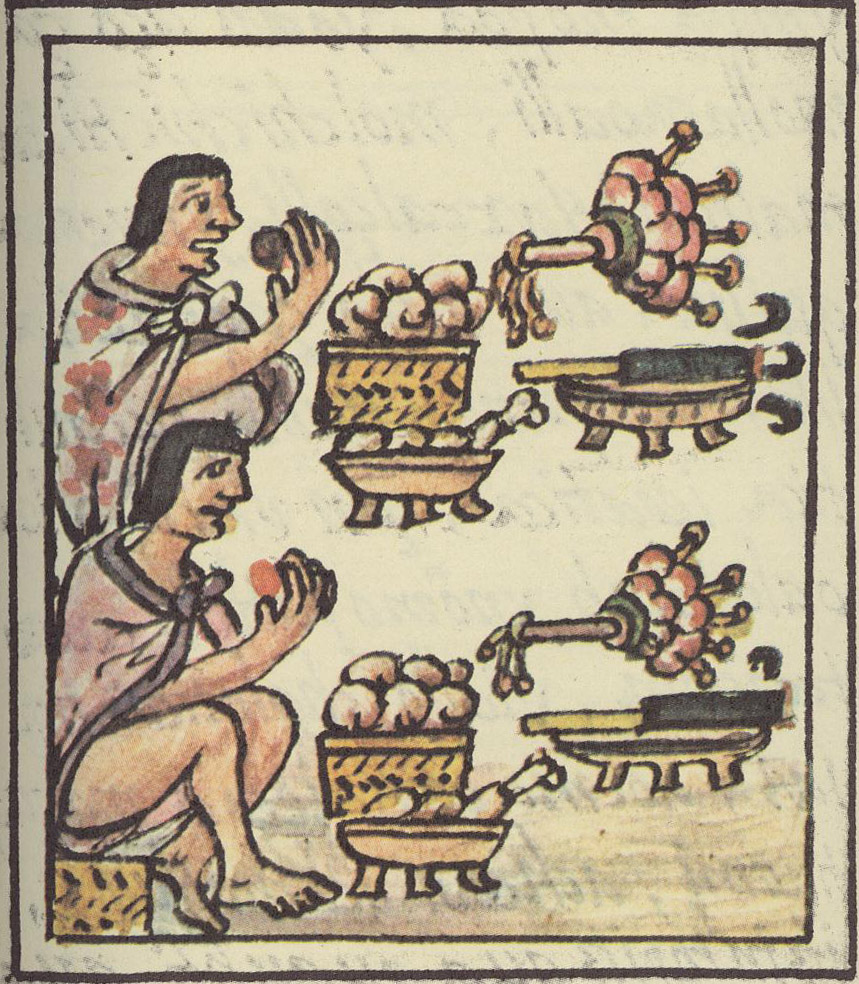
Aztekiska män sitter till bords; florentinska kodexen, sent 1500-tal.

Det finns många återgivningar av aztekiska festmåltider och de ceremonier och traditioner som ingick i dessa. Före måltiden delade tjänare ut väldoftande tobaksrör och ibland även blommor med vilka gästerna skulle gnida ansikte, händer och hals. Innan måltiden började släppte varje person ner en liten bit mat på marken som en offergåva till gudinnan Tlaltecuhtli, vars kropp utgjorde världsalltet inom den aztekiska kosmologin. Eftersom aztekerna byggde sitt samhälle på militarism, efterhärmade bordsskicket i vissa fall de rörelser krigare utförde på slagfältet. Tobaksrören och blommorna överlämnades från tjänarens vänstra hand till gästens högra hand och fatet som tillhörde dessa överlämnades från vänster hand till höger hand. Det här var en imitation av hur en krigare tog emot pilarna som hörde till hans atlatl (ett slags kastvapen) och sköld. Blommorna som delades ut fick olika namn beroende på hur de delades ut; "svärdblommor" gick från vänster till höger hand och "sköldblommor" gick från höger till vänster hand. När man åt vilade den egna såsskålen i höger handflata och tortillas eller tamales (som serverades från korgar) hölls i vänster hand. Måltiden avslutades med att drickchoklad serverades, oftast i ett kärl gjort av kalebass samt en pinne att röra om med.
Män och kvinnor var åtskilda vid banketter och även om källorna är något oklara föreföll det som om endast män fick dricka choklad. Kvinnor drack troligen posolli (majsvälling kokad på finmald majs) eller någon form av pulque. En rik värd tog ofta emot sina gäster i rum som omgav en öppen gård. Festligheterna började vid midnatt och vissa drack choklad och åt hallucinogena svampar så att de kunde berätta för de övriga gästerna om sina syner. Precis innan gryningen började man sjunga och man utförde eldsoffer som grävdes ner på den öppna gårdsplanen, allt för att försäkra att värdens barn skulle få en god framtid. Vid gryningen delades resterna av tobaksrören och maten ut till de gamla och fattiga som hade blivit inbjudna för att bevittna banketten, eller så gavs de till tjänarna. Den aztekiska synen på världen genomsyrades av en sober dualism, och banketter var inget undantag. I slutet av banketten fick värden en sträng påminnelse från de äldre deltagarna om sin egen dödlighet och att han inte skulle låta sig gripas av högmod.

## Matlagning
Den vanligaste formen av matlagning var kokning eller ångkokning i lerkrukor med två handtag som kallades xoctli på nahuatl, vilket översatt till spanska blev olla ("gryta"). Ollan fylldes med mat och värmdes över en eld. Den användes till att ångkoka genom att en tamal lindades med majstäckblad och sen placerades på en lätt plattform gjord av kvistar mitt i ollan. Det finns flera hänvisningar till stekning i spanska krönikor, men den enda beskrivningen av aztekisk stekning tycks vara en form av tillagning som gjordes med sirap istället för matfett. Det stöds av det faktum att det inte finns några bevis för att utvinning av vegetabiliska oljor på någon betydande skala har förekommit och att kokkärl lämpade för stekning inte påträffats av arkeologer.
Tortillas, tamales, grytor och tillhörande såser var de vanligaste rätterna. Chili och salt var ständigt närvarande ingredienser och de enklaste måltiderna kunde bestå av enbart tortillas som doppades i chili som hade stötts i en mortel med lite vatten. Majsdeg kunde även användas till att fyllas med kött, ibland hela kalkoner, innan den tillagades. I större aztekiska städer förekom gatuförsäljare som sålde mat av alla möjliga slag till hög som låg. Utöver råvaror och färdig mat såldes alla tänkbara typer av atole, antingen för att släcka törsten eller som en snabb måltid i flytande form.

## Livsmedel

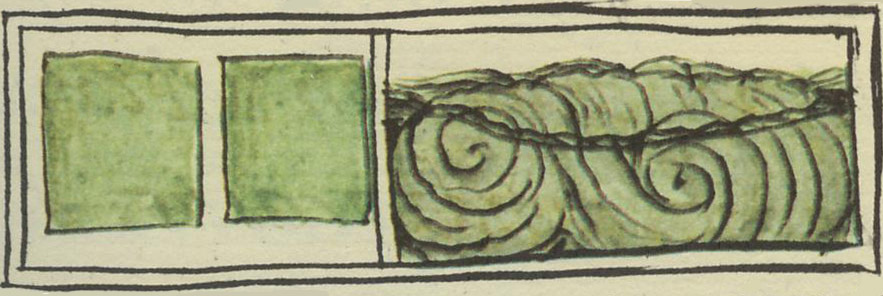
Spirulina skördades från ytan på sjöar med nät eller skovlar och torkades sen till kakor som kunde ätas i en tortilla eller som en smakförstärkare; florentinska kodexen, sent 1500-tal.

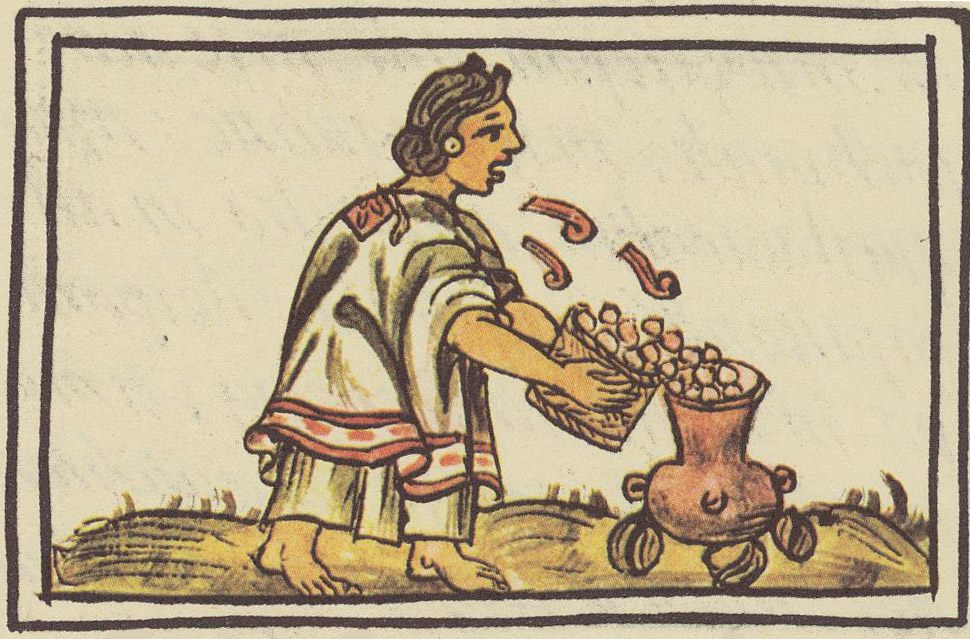
Aztekiska kvinnor blåste på majsen innan de la den i grytan så att den inte skulle bli rädd för elden; florentinska kodexen, sent 1500-tal.

De aztekiska baslivsmedlen var majs, bönor, squash och vissa andra spannmål till vilka man lade till chilipeppar och tomat, något som fortfarande är utmärkande för modern mexikansk mat. Man fångade acocil, en liten och vanligt förekommande räka i sjön Texcoco och skördade spirulina (tecuitlatl), en cyanobakterie, som man formade till kakor som var rika på flavonoider. Även om den aztekiska maten i stort sett var vegetarisk åt man en mängd olika insekter som gräshoppor, magueylarver, myror, etc. Insekter innehåller mer protein än vanligt kött och vissa sorter anses idag som en delikatess i vissa delar av Mexiko.

### Spannmål
Majs var den absolut viktigaste basfödan för aztekerna. Den åts vid så gott som varje måltid i alla samhällsklasser och spelade en central roll i aztekisk mytologi. Till några av de första européerna som kom i kontakt med aztekerna beskrevs den som "dyrbar, vårt kött, våra ben". Den förekom i en mängd olika varianter som varierade i storlek, form och färg; gul, rödaktig, vit med färggranna ränder, svart (med eller utan vita fläckar) och en variant med blåa täckblad som ansågs ha särskilt hög status. Det måste ha funnits oändligt många fler lokala och regionala varianter, men få av dem blev dokumenterade. Majs vördades till den grad att kvinnor blåste på majsen innan de la den i grytan så att den inte skulle bli rädd för elden och majs som tappades på marken plockades alltid upp istället för att slängas. Ett aztekiskt vittnesmål som togs upp av den spanska missionären och krönikören Bernardino de Sahagun förklarade den senare vanan med dessa ord:
| ” | Vår föda lider, den ligger gråtandes. Om vi inte skulle plocka upp den skulle den anklaga oss inför vår Herre. Den skulle säga: "O, Herre, den här undersåten samlade inte mig oss när jag låg skingrad på marken. Straffa honom." | „ |

En metod som kallas nixtamalisering användes överallt i Amerika där majs förekom. Ordet kommer från nahuatl-språket och är en sammansättning av nextli ("aska") och tamalli ("majsdeg; tamales") och används än idag. Torkade majskorn blötläggs och kokas i en alkalisk lösning (oftast kalkhaltigt vatten). Det här gör att fruktväggen kring majskornen släpper och gör majsen lättare att mala. Nixtamaliseringen omvandlar majsen från en förhållandevis enkel källa för kolhydrater till ett betydligt mer sammansatt näringspaket; den ökar mängden kalcium, järn, koppar, zink som tillkommer genom vattnet eller kokkärlet och niacin, riboflavin och ytterligare protein som redan finns i majsen, men som den mänskliga matsmältningen inte kan smälta, blir tillgänglig. Tillväxten av vissa jästsvampar är en annan fördel med nixtamaliseringen. Om den behandlade majsen får tillåtas jäsa i några dagar frigörs fler näringsämnen, inklusive aminosyror som lysin och tryptofan. I kombination med bönor, grönsaker, frukt, chili och salt kan nixtamaliserad majs utgöra en näringsmässigt komplett diet utan behov av animaliskt protein.

## Dryck

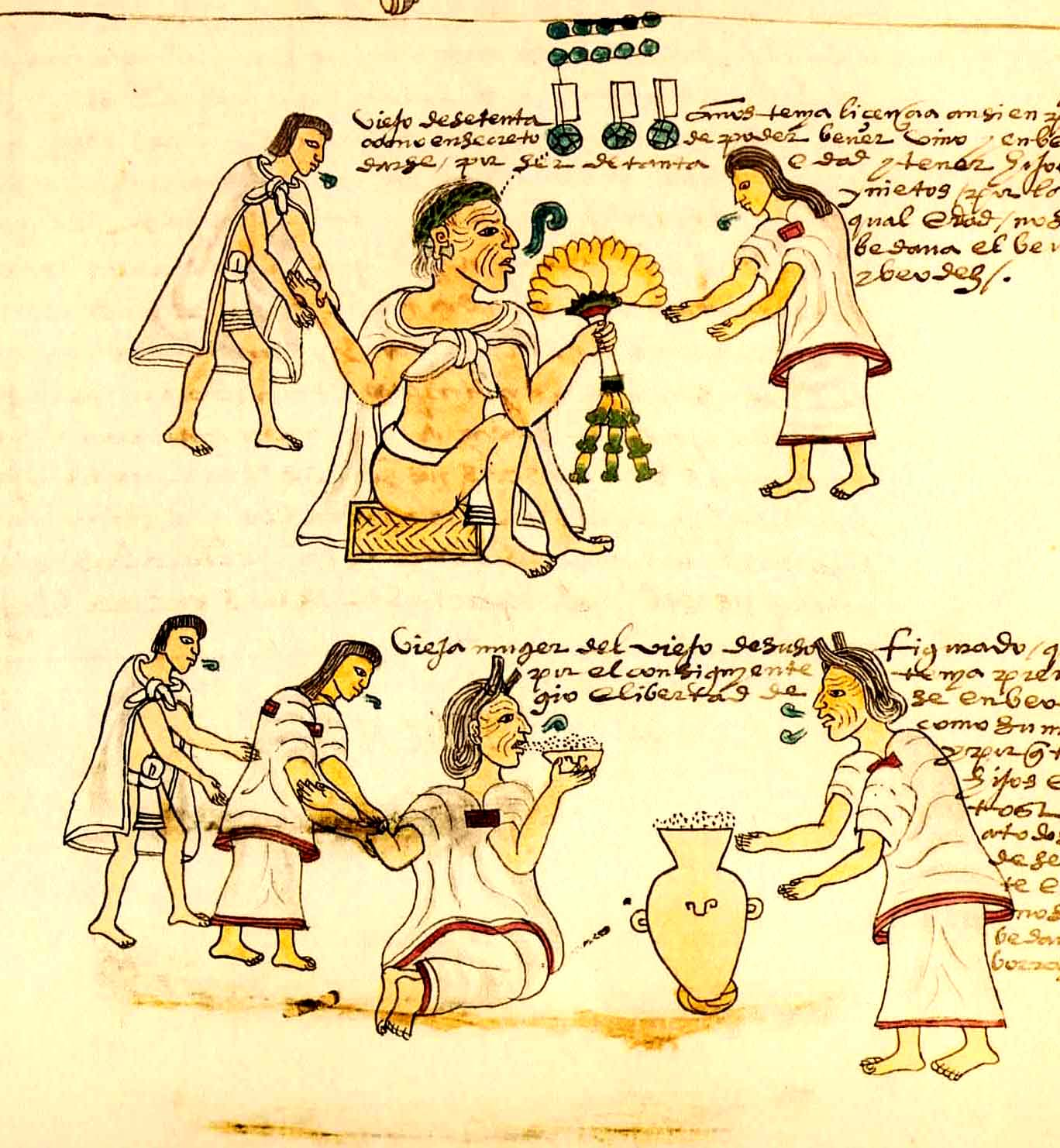
En illustration från Mendozakodexen som avbildar en äldre aztekisk kvinna som dricker pulque.

Många olika alkoholhaltiga drycker bryggdes på majs, honung, ananas, kaktusfrukter och anda växter. Den vanligaste var ixtac octli, som gjordes av saften från agave och är idag känt under namnet pulque, ordet är troligen en förvanskning av octli poliuhqui med betydelsen förstörd likör/vin, begrepp för överjäst pulque på nahuatl. Den dracks i alla samhällsklasser, men många inom aristokratin ansåg det vara en alltför folklig dryck och undvek den helst. Alkohol tolererades, även för barn i vissa sammanhang, men inte berusning. Straffen kunde vara mycket hårda, och särskilt för eliten. En vanlig arbetare blev vid första överträdelsen straffad genom att man drog ner hans hus och skickade ut honom ur samhället för att leva som ett djur och bröt man mot bestämmelserna ytterligare en gång riskerade man dödsstraff. En adelsman ansågs inte förtjäna en andra chans, och kunde bli avrättad redan vid första tecknet på omåttlighet. Att bli full tycktes vara mer accepterat vad gällde äldre människor, men uppgifter om den exakta åldern varierar från källa till källa. De här normerna förhindrade dock inte enstaka tragedier där adelsmän blev alkoholister som söp sig själva ner i fattigdom, misär och en tidig död. En av Sahagúns informanter berättade den sorgliga berättelsen om en före detta tlacateccatl, en general och befälhavare över 8 000 man:
| ” | Han söp upp all sin mark, han sålde allt. […] Tlacateccatl, en tapper krigare, en stor krigare och en stor adelsman, låg ibland, någonstans på vägen där man färdades, fallen, drucken, vältrande i smuts. | „ |

### Atolli
Atolli, majsvälling, utgjorde en betydande andel av det dagliga kaloriintaget. Receptet på den vanligaste formen av atolli var åtta delar vatten och sex delar majs med kalk som kokades tills den blev mjuk. Blandningen maldes sen och kokades sen tills den tjocknade. Det fanns många varianter av atolli: en blandning med 1/10 agavesirap kallades nequatolli; la man till chili stött med salt och tomat fick man iztac atolli; lät man majsdegen surna i 4-5 dagar och sen blandade i färsk deg med chili och salt fick man xocoatolli. Bönor, gräddade tortillas där man skurit av kanterna, rostad majs, chia, amarant och honung kunde också tillsättas och det fanns även pinolli, mald rostad majs som man bar med sig som reskost i en påse som blandades med vatten för en snabblagad måltid.

### Kakao
Kakao hade ett högt symboliskt värde och var en lyxprodukt som importerades från långt utanför det aztekiska rikets gränser. Det finns inga detaljerade beskrivningar av framställning av fasta former av choklad, men det finns ett antal antydningar som pekar på att det kunde intas i annat än flytande form. Kakaobönor var en av de mest värdefulla handelsvarorna och kunde användas som valuta, även om det var av relativt lågt värde; 80-100 bönor var värt en mindre mantel eller en kanot full med färskvatten om man bodde i de saltare delarna av sjöarna runt huvudstaden Tenochtitlan. Trots det så var det vanligt att bönor förfalskades genom att man fyllde tomma skal med jord eller lera.
Kakao konsumerades främst som xocolatl ("bittert vatten", ursprunget till ordet choklad) och var en dryck för krigare och adelsmän. Den ansågs vara ett potent berusningsmedel som man drack med stort allvar och beskrevs av spanjoren Sahagun som något man "inte drack obetänksamt". Choklad fanns i många olika varianter varav de flesta innebar att man blandade varmt eller ljummet vatten med rostade och malda kakaobönor, majs och en eller flera av en lång rad av smaksättare som chili, honung, vanilj och en rad olika kryddor. Ingredienserna blandades och vispades med en särskild pinne eller luftades genom att man hällde chokladen mellan två kärl upprepade gånger. Om kakaon var av hög kvalitet fick man en skumkrona. Kronan kunde skrapas av och läggas åt sidan så att man kunde få mer skum som sedan placerades ovanpå dryckeskärlet innan det serverades.

## Kulturella normer
Aztekerna la stor vikt vid måttlighet. Europeiska författare och krönikörer blev ofta imponerade av vad de ansåg var exemplariska uttryck för sparsamhet, enkelhet och återhållsamhet. Juan de Palafox y Mendoza, biskopen av Puebla och vicekonung av Nya Spanien skrev på 1640-talet att:
| ” | Jag har sett dem äta under stor eftertänksamhet, tystnad och anspråkslöshet, så att man vet att det tålamod som visar sig i alla deras vanor även visar sig i hur de äter, och de tillåter sig inte att bli jäktade av hunger eller begäret att stilla den. | „ |

### Fasta
Den grundläggande definitionen för den aztekiska fastan var att avstå från salt och chili och alla medlemmar i det aztekiska samhället deltog i någon omfattning. Det fanns inga principiella undantag, något som chockade de första européerna som kom till Amerika. Trots att fastan var vanlig i Europa var små barn, sjuka, äldre, resande och de allra fattigaste undantagna från fastebestämmelserna. Före den stora ceremonin som firades vart 52:a år fastade vissa präster i ett helt år, andra präster i 80 dagar och furstar 8 dagar. Allmogen deltog, men var inte underställda lika stränga krav. Det fanns också en mer eller mindre permanent grupp fastare i Tehuacan. Utöver diverse asketiska övningar, som att sova med en sten som huvudkudde, fastade dessa i perioder om fyra år och åt endast en tortilla på cirka 50 gram per dag. Det enda undantaget var att de var 20:e dag fick äta vad de ville.
Även härskare som Moctezuma II var tvungna att dra ner på den i övrigt extravaganta livsstilen, och många gjorde det med stor hängivelse och ansträngning. Moctezuma avstod under perioder från både lyx och sex och åt endast bröd bakat på amarant och en typ av ogräsmålla (en växtfamilj där bland annat quinoa ingår) istället för majs. Drickchoklad blev ersatt med vatten blandat med torkade och malda bönor. Detta kan jämföras med de flesta europeiska adelsmän och präster som trots att de följde den religiösa lagens bokstav genom att ersätta kött, mjölkprodukter och ägg med fisk, sällan drog ner på mängder kryddor och andra läckerheter.

### Kannibalism
Aztekerna praktiserade en form av rituell kannibalism. I tempel belägna på toppen av höga pyramider dödades människooffer, oftast krigsfångar, genom att man skar ut deras hjärtan. Den livlösa kroppen kastades sedan ner för den branta pyramiden och styckades. Små bitar delades ut till medlemmar av eliten, som till största del bestod av krigare och präster. Köttet åts i en stuvning smaksatt endast med salt tillsammans med en tortilla, men utan den annars ständigt förekommande chilin. Under sent 1970-tal lade antropologen Michael Harner fram en teori om att aztekerna hade praktiserat organiserad masskannibalism för att kompensera för en hypotetisk brist på protein i kosten. Idén fick viss spridning bland forskare, men har senare visat sig vara föga trolig och i stort baserad på grundlösa spekulationer angående matvanor, jordbruk och demografi.

## Citat

### på engelska
1. ↑  Our sustenance suffers, it lies weeping. If we should not gather it up, it would accuse us before our Lord. It would say: O our Lord, this vassal picked me not up when I lay scattered on the ground. Punish him.
2. ↑  He drank up all his land; he sold it all. […] This Tlacateccatl, a valiant warrior, a great warrior, and a great nobleman, sometimes, somewhere on the road where there was travel, lay fallen, drunk, wallowing in ordure.
3. ↑  And on other occasions I have seen them eat with great deliberation, silence, and modesty, so that one knows that the patience that shows in all their habits is shown in eating as well, and they do not allow themselves to be rushed by hunger or the urge to satisfy it.